# Colias euxanthe
Colias euxanthe — вид денних метеликів родини біланових (Pieridae).

## Поширення
Поширений в Південній Америці. Трапляється в Тропічних Андах (Перу, Болівія, Еквадор).

## Екологія
Цей вид розмножується на сухих пасовищах з пуною та слабопасових пасовищах на висотах між 2800-4000 метрами, в районах, які протягом більшої частини року обігріваються теплим сонцем над лінією хмар.
Гусениці, як правило, зелені, з білою або жовтою бічною лінією, яка іноді облямована рядом або чорними або рожевими рисками. Спіральки зазвичай виділені жовтим або оранжевим кольором. Живляться листям бобових трав, такими (Lotus, Vicia, Trifolium, Astragalus), а також карликовими вербами Salix і чорницями Vaccinium.

## Підвиди
- C. e. euxanthe — Перу
- C. e. alticola Godman & Salvin, 1891 — Еквадор
- C. e. hermina (Butler, 1871) — Перу, Болівія
- C. e. stuebeli Reissinger, 1972 — Перу